# Lie-Gruppoid
In der Mathematik ist das Lie-Gruppoid eine Verallgemeinerung des Begriffs der Lie-Gruppe.

## Definition
Ein Lie-Gruppoid ist ein Gruppoid, dessen Menge von Objekten {\displaystyle G_{0}} und Mengen von Morphismen {\displaystyle G_{1}=\bigcup _{x,y\in G_{0}}G(x,y)} differenzierbare Mannigfaltigkeiten sind, dessen Strukturabbildungen {\displaystyle comp\colon G(x,y)\times G(y,z)\to G(x,z)} und {\displaystyle inv\colon G(x,y)\to G(y,x)} für alle {\displaystyle x,y,z\in G_{0}} differenzierbare Abbildungen und dessen durch Quell- und Zielabbildungen {\displaystyle s,t\colon G_{1}\to G_{0}} surjektive Submersionen sind.

## Beispiele
- Eine Lie-Gruppe {\displaystyle G} ist ein Lie-Gruppoid mit {\displaystyle X_{0}=\left\{*\right\}} und {\displaystyle X_{1}=G}. Die Strukturabbildungen {\displaystyle comp} und {\displaystyle inv} sind Multiplikation und Inversion in der Gruppe {\displaystyle G}.
- Eine differenzierbare Mannigfaltigkeit {\displaystyle M} ist ein Lie-Gruppoid mit {\displaystyle X_{0}=X_{1}=M} und {\displaystyle G(x,y)=\emptyset } für {\displaystyle x\not =y} sowie {\displaystyle G(x,x)=\left\{id_{x}\right\}} für alle {\displaystyle x\in G_{0}}.
- Eine differenzierbare Gruppenwirkung {\displaystyle M\times G\to M} gibt ein Wirkungsgruppoid mit {\displaystyle X_{0}=M,X_{1}=G\times M,s(g,x)=x,t(x,g)=gx,comp((g,x),(h,gx))=(x,hg),inv((g,x))=(g^{-1},gx)}.
- Das Fundamentalgruppoid einer differenzierbaren Mannigfaltigkeit {\displaystyle M} besteht aus {\displaystyle X_{0}=M} und den Homotopieklassen (bei die Randpunkte festlassenden Homotopien) von Wegen {\displaystyle w\colon \left[0,1\right]\to M} als {\displaystyle X_{1}}, mit {\displaystyle s(w)=w(0),t(w)=w(1)} sowie der Verknüpfung von Wegen (modulo Homotopie) als Komposition und der Umdrehung von Wegen (modulo Homotopie) als Inversion.